# Autodesk
Autodesk är ett amerikanskt programvaruföretag som grundades 1982 och idag återfinns på Nasdaq-börsen (ADSK).
Autodesk utvecklar produkter för design och konstruktion och deras flaggskepp är programmet Autocad. Företagets huvudkontor ligger i San Rafael, Kalifornien i USA.

## Program
- Autocad
- Autocad Architecture
- Autocad Civil 3D
- Autocad Revit
- Autodesk Inventor
- Autodesk 3ds Max
- Autodesk Maya
- Autodesk Alias Studiotools
- Autodesk Mudbox
- Autocad Electrical